# Punta Espinillo
Punta Espinillo es un parque del departamento de Montevideo ubicado en la localidad Paso de la Arena.  Se encuentra al oeste de Montevideo y cuenta con sectores  destinados para campismo y campamentos educativos.

## Geografía
Punta Espinillo está ubicado en la localidad de Paso de la Arena y comprendido dentro del CCZ 18 y el Municipio A. Hasta el año 2018, año en que se crearon los municipios, el parque era denominado como Parque municipal Punta Espinillo.
El territorio está limitado con el río Santa Lucía, Arroyo Melilla, camino de Los Camalotes, camino Lecocq, Ruta N.º 1, arroyo Pajas Blancas y camino Pajas Blancas.

## Características

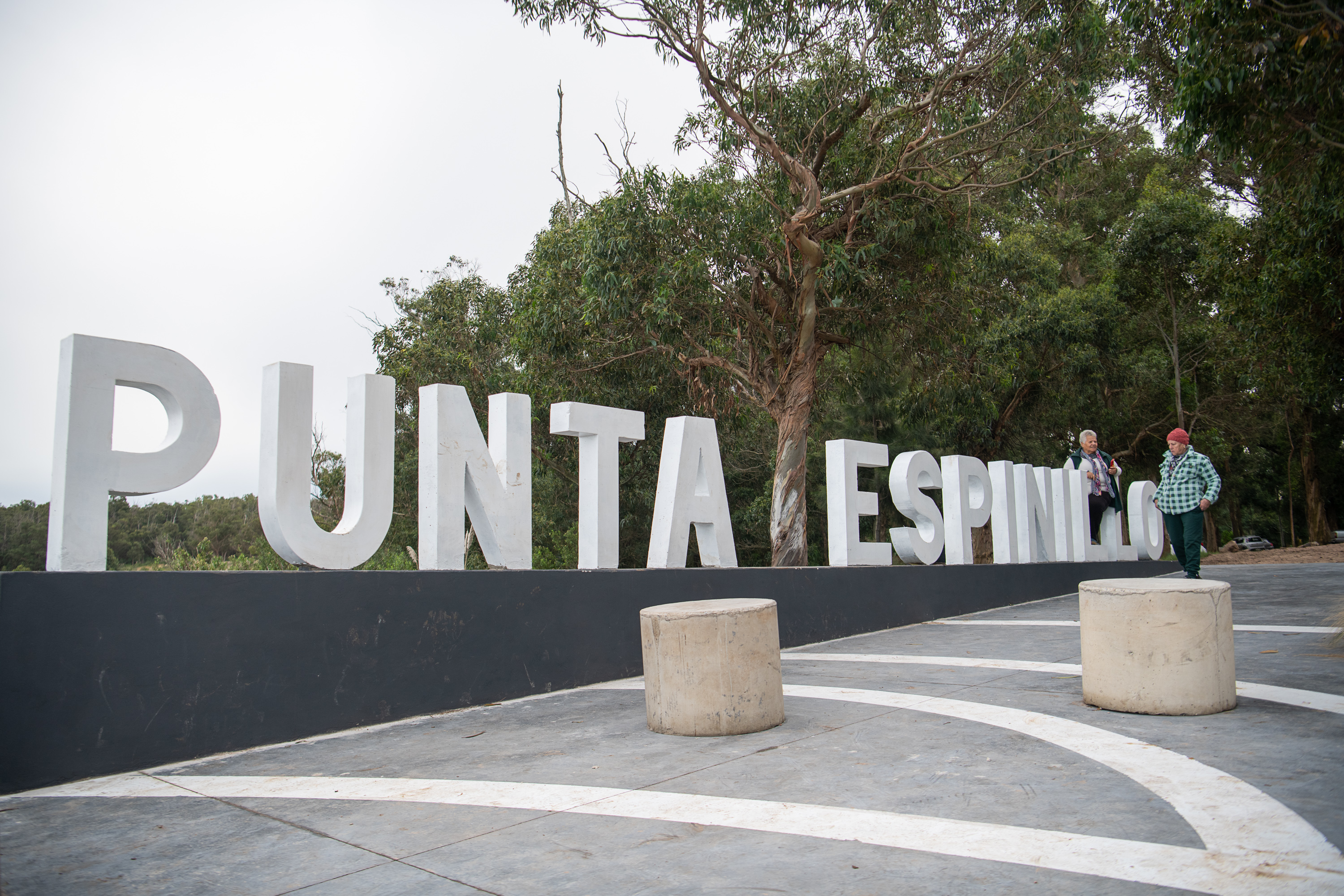
Cartelería puesta en las obras de 2024 en el parque Punta Espinillo

El lugar recibe esta denominación debido al crecimiento de numerosos espinillos en forma de punta sobre la costa del Río de la playa.  
El parque Punta Espinillo se localiza en el departamento de Montevideo  y cuenta con sectores habilitados para acampar, en los que se destacan la construcción de diez cabañas de madera.
El agua que caracteriza a este parque son : claras y limpias. 
El sitio es vasto, y cuenta con un parador y un espacio para actividades y recreación.
Es un lugar elegido para descanso y pesca dada su ubicación sobre el Río de la Plata y el Santa Lucía. 
Se encuentra a una altitud de 29 metros sobre el nivel del mar.
En la playa de Punta Espinillo se practican deportes como, surf, canotaje y vela.